# Corneliu Onilă
Corneliu Onilă (n. 25 iulie 1966, Corni-Albești, România) este un episcop ortodox român, fost membru al Sfântului Sinod al Bisericii Ortodoxe Române. Din 2009 până în 2017 a fost episcop al Episcopiei Hușilor, funcție din care s-a retras în urma unui scandal legat de abuzuri sexuale.

## Tinerețea și studiile
Corneliu Onilă s-a născut în satul Corni-Albești, comuna Albești, județul Vaslui la 25 iulie 1966, fiul lui Eugen și al Ruxandrei Onilă, fiind primul dintre cei trei băieți ai familiei.
Între anii 1972-1980 Corneliu a urmat ciclul primar și gimnazial la școala generală din satul natal. Clasele a IX-a și a X-a le continuă în municipiul Vaslui, la Liceul Nr. 2 (actualmente Colegiul Economic Anghel Rugină), între anii 1980-1982. 
În perioada 1982-1987 devine seminarist la Seminarul Teologic Liceal Ortodox Veniamin Costachi din cadrul Mănăstirii Neamț. Între anii 1988-1992 acesta urmează cursurile universitare de licență la Institutului Teologic de grad Universitar din București (ulterior Facultatea de Teologie Ortodoxă a Universității din București). Unul dintre colegii de facultate a fost Ciprian Câmpineanul, episcop-vicar patriarhal.
Imediat după finalizarea studiilor de licență este acceptat la Școala doctorală, specializarea Noul Testament, din cadrul aceleiași facultăți de teologie. În 1993 a obținut o bursă de cercetare din partea Diakonisches Werk (DW), organizație caritabilă a Bisericii Evanghelice din Germania (Evangelische Kirche in Deutschland), datorită căreia a putut continua în paralel, până în 1996, cursurile doctorale la Facultatea de Teologie Protestantă, din cadrul Universității din Marburg.
În decembrie 1999 Corneliu Onilă, noul arhiereu vicar al Episcopiei Hușilor, a primit din partea Guvernului german, prin intermediul Fundației Konrad Adenauer o bursă  pentru a studia și de a se edifica asupra relațiilor dintre biserici și statul german, precum și implicarea celor două instituții în viața religioasă, socială și politică.

## Profesor de teologie
În perioada 1996-1997, după finalizarea cursurilor doctorale, fără a reuși să obțină titlul de doctor, Corneliu Onilă va activa ca asistent al profesorului universitar Hans-Martin Barth.
Revenit în România, ieromonahul Corneliu Onilă își începe în toamna anului 1998 cariera de profesor la Seminarul Teologic Liceal Ortodox Sfântul Ioan Gură de Aur din Huși, liceu proaspăt reînființat la insistențele Episcopului Ioachim. În paralel, ieromonahul, profesorul și episcopul-vicar al Hușilor va exercita și funcția de director al acestui liceu teologic, unde a predat la diferite catedre, precum: Noul Testament, Vechiul Testament, Dogmatică, Limba greacă, Omiletică, Catehetică, Patrologie și Istoria Religiilor.

## Evoluție sacramentală
La scurt timp după revenirea în țară de la studiile doctorale, Onilă decide ca toată viața să-i urmeze lui Hristos pe calea monahismului. Astfel, la 21 noiembrie 1997, în cadrul slujbei Vecerniei, acesta a primit tunderea în monahism la Catedrala Episcopală din Huși, sub numele de Corneliu. A doua zi, în timpul Sfintei Liturghii, a fost hirotonit în treapta de ierodiacon, iar ziua următoare a primit darul preoției, în treapta de ieromonah, din mâinile episcopului Ioachim al Hușilor. 
În ziua de 25 decembrie 1997, Corneliu a primit rangul monahal de protosinghel de la episcopul Ioachim. La propunerea aceluiași părinte episcop, în ziua de 26 iunie 1999, protosinghelul Corneliu a primit prin din partea Sfântului Sinod al Bisericii Ortodoxe Române, rangul monahal superior de arhimandrit.
La doi ani de la intrarea în monahism, pe 21 noiembrie 1999, Corneliu Onilă primește, prin Taina Hirotoniei administrată de către Mitropolitul Daniel, darul celei mai înalte trepte a preoției: arhieria sau episcopatul.

## Funcții deținute
1. 1997-1998 - Consilier cultural la Centrul Eparhial al Episcopiei Hușilor.
2. 1998 - numit de către părintele episcop Ioachim al Hușilor vicar administrativ al Eparhiei Hușilor.
3. 27/10/1999-17/06/2009 - Arhiereu Vicar al Episcopiei Hușilor cu titlul de „Bârlădeanul”, recunoscut prin decretul prezidențial (nr.415 din 7 decembrie 1999) semnat de Emil Constantinescu.
4. 18/06/2009 - 18/08/2017 - Episcop al Hușilor.

## Activitate
S-a ocupat în mod special de sectorul diaconal-caritativ al Episcopiei Hușilor, organizând cu ajutorul mai multor asociații din vestul Europei (Fundația Maica Tereza din Olanda; Fundația Prieteni pentru Moldova; International Orthodox Christian Charities), Biroul de Asistență Socială din cadrul acestei episcopii. A fost delegat de Patriarhia Română să participe la numeroase simpozioane, conferințe și congrese internaționale, a publicat studii și articole teologice în publicațiile bisericești. 
Astfel, prin intermediul Manastirii Plankstetten din Germania a dotat cu saltele, paturi, aparatura medicala, medicamente, imbracaminte pentru bolnavi numeroase spitale si asezaminte destinate celor in nevoi din judetul Vaslui. Tot cu acelasi ajutor a dotat Episcopia Husilor cu o masina de teren noua, destinata activitatii misionare si caritative. Prin sprijinul elvetiano-olandez a dotat cu cele necesare Spitalul de Psihiatrie din Vaslui, precum si pe cel de Boli infectioase din Barlad.

## Retragere
La data de 18 august 2017 s-a retras de la conducerea Episcopiei Hușilor, după ce a apărut o filmare (pe suport digital sau caseta video) în care pare că întreține relații homosexuale cu un elev minor, căruia îi era profesor la Seminarul Teologic din Huși. Această decizie a fost luată „pentru pacea și binele Bisericii, hotărând să se retragă din slujirea de Episcop al Hușilor și să rămână în ascultare deplină față de Sfântul Sinod”. În anul 2024 a fost condamnat la 8 ani de închisoare pentru viol în formă continuată și agresiune sexuală. Decizia a fost menținută de Înalta Curte de Casație și Justiție în anul 2025.

## Legătură externă
- Fostul episcop al Hușilor, Corneliu Bârlădeanu, condamnat la 8 ani de închisoare pentru viol. Fostul înalt ierarh al BOR, sub acuzare în urma dezvăluirilor jurnaliștilor „Să fie lumină”